# National Museums Northern Ireland
National Museums Northern Ireland (NMNI) (tidligere National Museums and Galleries of Northern Ireland) er en museumsservice i Nordirland, der består af Ulster American Folk Park, Ulster Folk and Transport Museum og Ulster Museum.
Dets hovedkvarter ligger i Cultra og betales af Department of Culture, Arts and Leisure for at fremme historie, kunst, videnskab og kultur i Nordirland. I 2020 havde NMNI 274 ansatte.